# 한국버섯생산자협회
한국버섯생산자연합회는 국내 농산버섯재배 활성화와 경쟁력 제고 및 회원상호간 정보교류와 복리증진 도모 목적으로 1999년 7월 24일 설립된 대한민국 농림축산식품부 소관의 사단법인이다. 사무실은 전북특별자치도 정읍시 충정로165, 3층에 있다.

## 주요 사업
- 버섯산업 발전 기본계획 수립
- 수급에 관한 기본방향 결정
- 자조금 사업
- 배지원료의 수입 추천
- 국내외 시장 개척 및 판매 촉진 홍보사업
- 수출.출하정보의 수집 관리 제공
- 회원을 위한 연구조사 및 교육사업
- 버섯산업발전을 위한 정책건의
- 기타 연합회의 목적달성을 위한 사업